# Jearl Miles-Clark
Jearl Miles-Clark, née le 4 septembre 1966 à Gainesville, Floride, est une ancienne athlète américaine championne olympique.

## Biographie
Coureuse de 400 m et 800 m, elle a connu ses premiers succès dans les championnats universitaires américains au milieu des années 1980. Elle prit part comme remplaçante du relais 4 × 400 m américain aux Jeux olympiques d'été de 1988 à Séoul, mais ne participa à aucune course. Sa première grande course internationale a eu lieu aux championnats du monde de 1991 à Tokyo où elle termina cinquième sur 400 m et obtint sa première médaille, l'argent avec le relais 4 × 400 m.
En 1992, elle participait pour la deuxième fois aux Jeux olympiques. À Barcelone, elle ne passait pas le cap des demi-finales du 400 m mais devenait vice-championne olympique avec le relais 4 × 400 m et ses compatriotes Natasha Kaiser, Gwen Torrence et Rochelle Stevens. Un an plus tard, elle devenait championne du monde sur 400 m aux championnats du monde de Stuttgart avec un temps de 49 s 82. Ce fut sa meilleure performance jusqu'en 1997. À Stuttgart, elle remportait encore le titre en relais 4 × 400 m avec Gwen Torrence, Maicel Malone-Wallace et Natasha Kaiser.
Aux championnats du monde de 1995 à Göteborg, elle ne put pas conserver son titre, ne remportant que le bronze derrière la Française Marie-José Pérec et Bahaméenne Pauline Davis. Avec le relais 4 × 400 m et Kim Graham, Rochelle Stevens et Camara Jones, elle obtenait un nouveau titre.
Aux Jeux olympiques d'été de 1996 à Atlanta, elle finissait comme à Tokyo, cinquième sur 400 m. Mais, elle remportait son premier titre olympique en relais 4 × 400 au sein d'une équipe également composée de Rochelle Stevens, Maicel Malone et Kim Graham.
En 1997, elle devenait championne du monde en salle sur 400 m et durant l'été elle remportait le titre national en réalisant sa meilleure performance personnelle (49 s 40). Aux championnats du monde de 1997 à Athènes, elle remportait le bronze sur 400 m et l'argent en relais.
En 1998, elle monta sur 800 m et devint championne des États-Unis sur cette distance. Elle conserva son titre en 1999 et termina quatrième aux championnats du monde de Séville, remportant encore l'argent avec le relais.
Ses quatrièmes Jeux olympiques ont été gâchés par une mauvaise fièvre. Sur 800 m, elle était éliminée en demi-finale. Elle prit quand même part comme première relayeuse au 4 × 400 pour obtenir un deuxième titre olympique.
Aux championnats du monde de 2001 à Edmonton, elle était membre du relais 4 × 400 m qui ne termina qu'à la quatrième place derrière les équipes de la Jamaïque, l'Allemagne et la Russie.
En 2003, elle était encore championne des États-Unis sur 800 m et remportait le titre mondial en relais 4 × 400 m à Paris. Sur 800 m, elle était par contre éliminée en série.
Elle remporta les sélections américaines sur 800 m pour les Jeux olympiques d'été de 2004 et se classait, pour ses cinquièmes jeux, sixième de la finale du 800 m.
Jearl Miles-Clark est depuis 1999 la détentrice du record des États-Unis sur 800 m avec un temps 1 min 56 s 40. Entretemps, la domination du 800 m américain a été reprise par sa belle-sœur Hazel Clark.
Elle est élue au Temple de la renommée de l'athlétisme des États-Unis en 2010.

## Palmarès

### Jeux olympiques d'été
- Jeux olympiques d'été de 1988 à Séoul ( Corée du Sud)
  - remplaçante en relais 4 × 400 m
- Jeux olympiques d'été de 1992 à Barcelone ( Espagne)
  - éliminée en demi-finale sur 400 m
  -  Médaille d'argent en relais 4 × 400 m
- Jeux olympiques d'été de 1996 à Atlanta ( États-Unis)
  - 5e sur 400 m
  -  Médaille d'or en relais 4 × 400 m
- Jeux olympiques d'été de 2000 à Sydney ( Australie)
  - éliminée en série sur 800 m
  -  Médaille d'or en relais 4 × 400 m. Disqualifiée en 2008suite au dopage de Marion Jones puis réintégrée en 2010 après décision du Tribunal arbitral du sport[2],[3]

- Jeux olympiques d'été de 2004 à Athènes ( Grèce)
  - 6e sur 800 m

### Championnats du monde d'athlétisme
- Championnats du monde d'athlétisme de 1991 à Tokyo ( Japon)
  - 5e sur 400 m
  -  Médaille d'argent en relais 4 × 400 m
- Championnats du monde d'athlétisme de 1993 à Stuttgart ( Allemagne)
  -  Médaille d'or sur 400 m
  -  Médaille d'or en relais 4 × 400 m
- Championnats du monde d'athlétisme de 1995 à Göteborg ( Suède)
  -  Médaille de bronze sur 400 m
  -  Médaille d'or en relais 4 × 400 m
- Championnats du monde d'athlétisme de 1997 à Göteborg ( Suède)
  -  Médaille de bronze sur 400 m
  -  Médaille d'argent en relais 4 × 400 m
- Championnats du monde d'athlétisme de 1999 à Séville ( Espagne)
  - 4e sur 800 m
  -  Médaille d'argent en relais 4 × 400 m
- Championnats du monde d'athlétisme de 2001 à Séville ( Espagne)
  - 4e en relais 4 × 400 m
- Championnats du monde d'athlétisme de 2003 à Paris ( France)
  - éliminée en série sur 800 m
  -  Médaille d'or en relais 4 × 400 m

### Championnats du monde d'athlétisme en salle
- Championnats du monde d'athlétisme en salle de 1991 à Séville ( Espagne)
  -  Médaille de bronze en relais 4 × 400 m
- Championnats du monde d'athlétisme en salle de 1993 à Toronto ( Canada)
  -  Médaille de bronze sur 400 m
  -  Médaille d'or en relais 4 × 400 m
- Championnats du monde d'athlétisme en salle de 1997 à Paris ( France)
  -  Médaille d'or sur 400 m
  -  Médaille d'argent en relais 4 × 400 m
- Championnats du monde d'athlétisme en salle de 1999 à Maebashi ( Japon)
  -  Médaille de bronze sur 400 m

### Jeux panaméricains
- Jeux Panaméricains de 1991 à La Havane ( Cuba)
  -  Médaille de bronze sur 400 m